# Mysta
mysta（マイスタ）は、2018年にリリースされたオーディションに特化した動画配信アプリケーションのこと、また、mystaを開発・運営する企業のことである。
スマホから次世代のスターを創出することを目的としている。出版、放送、芸能、通信など様々な分野のリードカンパニーと連携している。アプリ内でタレント（スター候補生）が掲載した動画にファン（ユーザー）が応援ポイントを送ることでランキング化され、上位になると様々な活躍の機会が与えられるというシステム。初心者向けから、ミスコン、雑誌モデル、アイドルなど、毎日様々なイベント（アプリ内のオーディション）が開催されているのが特徴である。

## 概要
C Channel社長の森川亮が、エフエム東京、産経デジタル、集英社、松竹、ソフトバンク、東京放送ホールディングス（TBS）、ポニーキャニオンというパートナー企業と共に新会社mystaを設立、2018年1月から“未来のスターを応援するオーディションアプリ”「mysta」のβ版の運用を開始し、2018年4月25日から本格運用を開始した。
2021年4月に高橋秋仁がmysta代表取締役社長に就任、2022年6月時点でアプリのダウンロード数は119万を越えている。

## 主なオーディション

### 渡辺美優紀ガールズユニットオーディション
2019年5月から12月にかけて開催された、渡辺美優紀がプロデュースし、渡辺本人も参加するガールズユニットのメンバーを決めるオーディション。
合格者6名は渡辺とともに『Ange et Folletta』として2021年12月まで活動。

### 市井紗耶香タレントアイドルグループオーディション
2020年3月から7月にかけて開催された、元モーニング娘。の市井紗耶香がプロデュースするアイドルグループのメンバーを決めるオーディション。
合格者15名は『PATI PATI CANDY…☆』としてデビュー。

### 『東京ミュウミュウ にゅ～♡』声優アイドルオーディション
2020年5月から9月にかけて開催された、アニメ『東京ミュウミュウ にゅ～♡』の桃宮いちご役の声優を決めるオーディション。
合格者の天麻ゆうきが他のオーディションで選ばれたメンバーとともに『Smewthie』(スミュージー）としてデビュー予定。

### チバテレ『高校野球ダイジェスト』プレゼンターオーディション
2021年4月から6月にかけて開催された、千葉テレビ放送（チバテレ）『高校野球ダイジェスト』のプレゼンターを決めるオーディション。
mystaを2021年4月（当オーディション開始）以降に利用した「初心者枠」と、以前から使用している「総合枠」の各1名の計2名を選出。この2名は、2021年7月の放送期間中に、番組後半でリモート応援動画を紹介するコーナーのVTR振りで登場した。

### ピューロボーイズ&ピューロガールズオーディション
2021年6月から11月にかけて開催された、サンリオピューロランドの公式アイドルグループのメンバーを決めるオーディション。
男性5名が『ピューロボーイズ』、女性7名が『ピューロガールズ」として活動開始。

### 『放置少女』声優オーディション
2022年2月から4月にかけて開催された、ゲーム『放置少女』の新キャラクター「劉曄」の声優と、キャラクターテーマソングを歌うシンガーを決めるオーディション。
優勝者のSachiが劉曄役に決定し、第2位・第3位の2名と合わせて3名で『ALLY』（アリー）としてデビュー予定。

### トラベルアイドルオーディション
2022年12月から2023年5月にかけて開催された、「旅行」をテーマとしたアイドルグループのメンバーを決めるオーディション。
合格者7名が『iTRiP』として活動開始。

## ドリームパスポート
ドリームパスポート はmystaが運営していたアイドル体験型プロジェクト、およびその後継となったアイドルグループ。